# Barrow (fiume)
Il Barrow (An Bhearú in irlandese) è un fiume irlandese, uno dei tre che fa parte delle tre Sorelle; gli altri due sono il Nore e il Suir. Dei tre il Barrow è sia il più lungo, sia quello dotato della maggiore portata. Grazie ai suoi 192 km è il secondo fiume irlandese per lunghezza dopo lo Shannon.
Le sorgenti del fiume sono collocate presso le Slieve Bloom Mountains, nella contea di Laois. Tra le città attraversate dal fiume si annoverano: Portarlington, Monasterevin, Carlow Graiguecullen e New Ross. Il Barrow si connette col Gran Canale presso Athy.